# Christina Metaxa
Christina Metaxa es una cantante chipriota. Su hermano es Nikolas Metaxas, que quedó segundo en el Factor X griego.

## Eurovisión
Christina participó en la final nacional chipriota y la ganó el 7 de febrero de 2009. Su canción es Firefly y está compuesta por su hermano. Con ella, Christina compitió en la segunda semifinal del Festival de la Canción de Eurovisión 2009 no logrando pasar a la final.